# Kay Bojesen
Kay Bojesen (Kopenhagen, 15 augustus 1886 - Gentofte, 28 augustus 1958) was een Deens ontwerper en zilversmid. Hij werd hoofdzakelijk bekend door zijn zilverwerk en houten speelgoed. Als ontwerper had hij invloed op onder meer Piet Hein, Ole Wanscher en Magnus Steffensen. Naar schatting ontwierp hij meer dan 2000 voorwerpen.

## Privé

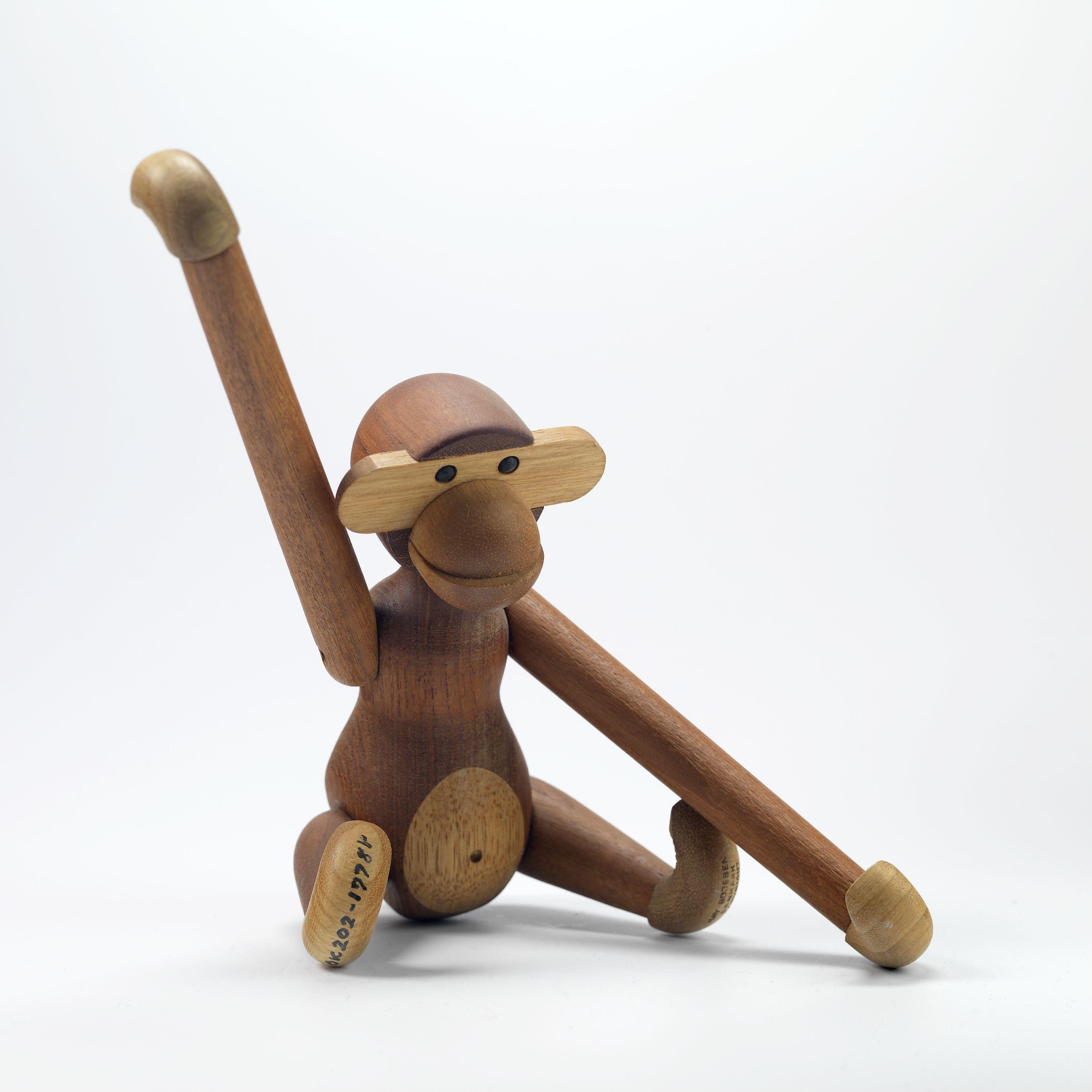
Abe (1951)

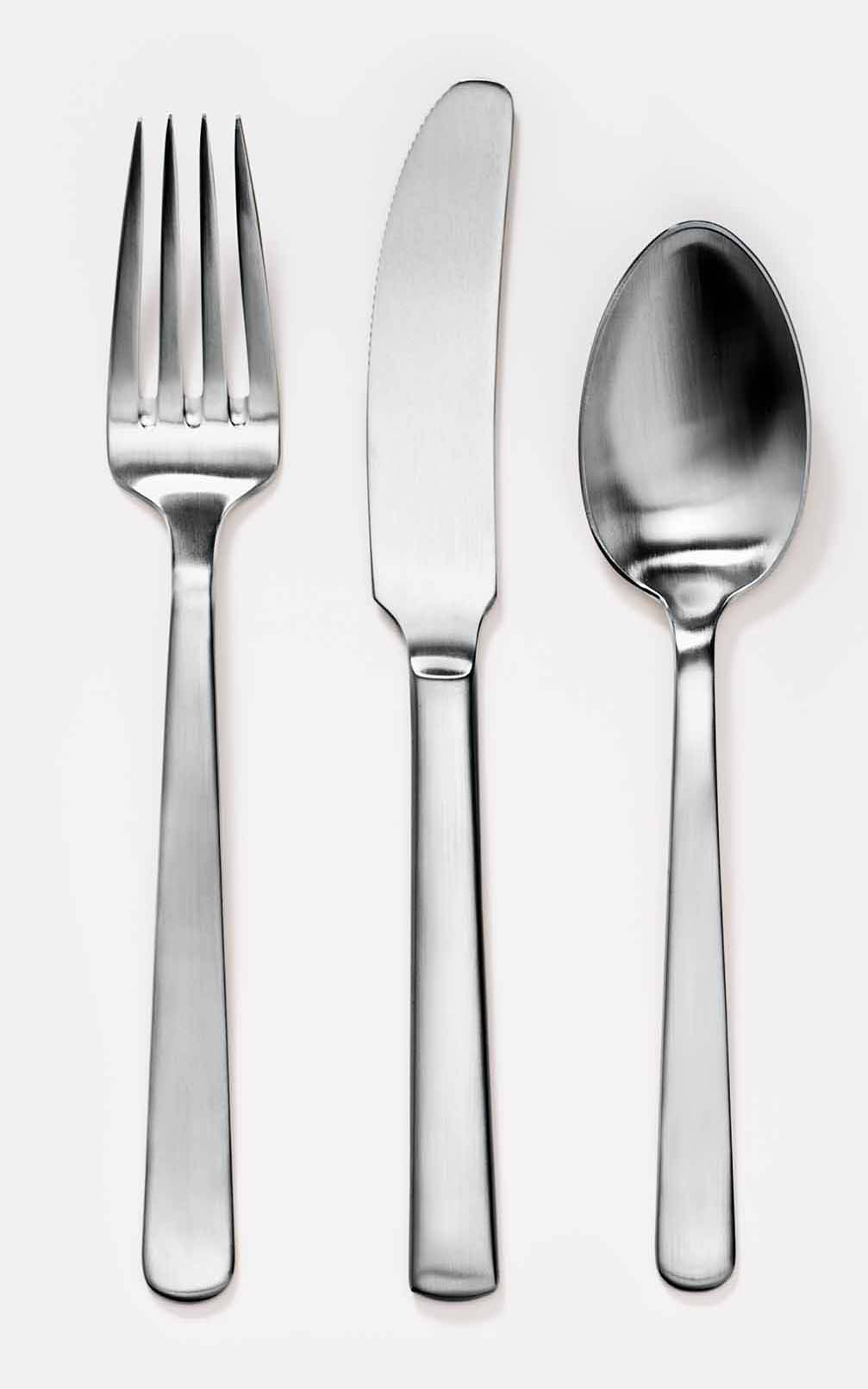
Bestekset Grand Prix (1938). Winnaar Grand Prix, Triënnale van Milaan 1951

Bojesen werd geboren op 15 augustus 1886 in Kopenhagen. Hij was de derde zoon van Ernst Bojesen (1849-1925) en Thyra Valborg Fylla Rønsholdt (1855-1933). Zijn vader was uitgever en van 1903 tot en met 1914 directeur van Gyldendal. Bojesen had twee oudere broers, de landschapsschilder Oscar Bojesen (1879-1930) en de kinderarts Aage Bojesen (1881-1951), en een jongere zus Thyra Sophie Bojesen (1889-1971), die met een architect trouwde.
In 1911 trouwde Bojesen met Ingrid Marie Jørgensen Hansborg. Dit huwelijk eindigde in een scheiding. In 1919 huwde hij opnieuw, ditmaal met Erna Petrine Elisabeth Drøge-Møller. Met haar kreeg hij in datzelfde jaar een zoon Otto, naar wie hij in de jaren vijftig Otto de zangvogel noemde, een van zijn bekendste speelgoedontwerpen.
Bojesen was woonachtig in Villa Bellavista, een functionalistisch vormgegeven wooncomplex bij de Sont in Klampenborg aan de noordkant van Kopenhagen. Bojesen was gekend om zijn vriendschappen met onder meer Finn Juhl, Hans J. Wegner, Poul Henningsen, Piet Hein, Arne Jacobsen, Kaare Klint, Børge Mogensen en Ole Wanscher.
Bojesen werd omschreven als "de humeurige man in het Deense handwerk die zichzelf niet plechtig nam, maar zijn werk serieus". Hij overleed in het ziekenhuis van Gentofte op 28 augustus 1958.

## Loopbaan
In 1903 ging hij in de leer als zakenman bij Christian Richter in Store Heddinge. Hiervoor ontving hij in 1906 zijn diploma. Daarna maakte hij de overstap naar het zilversmeden en ging in de leer bij Georg Jensen. In 1910 ontving hij zijn diploma en zette hij zijn opleiding verder aan de Königliche Fachschule für Edelmetallindustrie in Schwäbisch Gmünd. Bojesen was werkzaam als gezel in Kopenhagen en Parijs. Aanvankelijk werkte hij in een stijl die gekenmerkt werd door veel versieringen. Vanaf de jaren twintig van de twintigste eeuw veranderde dit naar een meer functionalistische stijl met strakkere vormen. Hij wordt om die reden gezien als de belangrijkste invloed op de functionalistische trend binnen het zilversmeden.
Vanaf 1922 begon Bojesen, geïnspireerd door zijn zoontje Otto, met het ontwerpen van houten speelgoed. Hij maakte onder meer houten dieren, treinen en figuren die hij ontwierp in de stijl van de Deense arts-and-craftsbeweging. Hij was hiermee de eerste ontwerper die deze stijl toepaste op kinderspeelgoed. Het feit dat Bojesen koos voor het werken met hout was ongebruikelijk, aangezien hout door speelgoedfabrikanten niet meer werd gebruikt. Voor speelgoed was het in deze periode gangbaarder om gebruik te maken van tin. Zijn houten speelgoedfiguren verkregen grote populariteit in zowel Denemarken als daarbuiten. Hij had speciale aandacht voor ronde vormen zonder scherpe hoeken en randen waaraan kinderen zich pijn konden doen.
In 1929 kwam Bojesen met het idee voor een permanente tentoonstelling van Deense meubelen, vergelijkbaar met een museum voor toegepaste kunsten. Toen hij het plan begin dat jaar voorstelde aan de Landsforeningen Dansk Kunsthaandværk (Nationale Vereniging van Deense Ambachten) waren zij echter weinig enthousiast. In 1931 werd het idee opgepikt door Christian Grauballe, zakenman en directeur van de Deense glasproducent Holmegaard. Dat leidde tot de oprichting van Den Permanente Udstilling for Dansk Kunsthåndværk og Kunstindustri ("De permanente tentoonstelling voor Deense ambachten en kunstindustrie"), kortweg Den Permanente, een coöperatie die tot 1981 heeft bestaan.
In 1932 hield Bojesen een tentoonstelling in Den Permanente. Het jaar daarop startte hij een eigen bedrijf in Kopenhagen (Kay Bojesens Sølvsmedje og Kay Bojesens Modeller), waar hij zich bezig hield met zowel zilversmeden als het maken van houten speelgoed. Vanaf 1946 werd hij artistiek leider voor de producent United Steel Co. uit Kopenhagen. Hierdoor werd Bojesen één van de eerste industriële ontwerpers van Denemarken. In 1951 won hij de Grand Prix op de Triënnale van Milaan voor zijn bestekset uit 1938, waaraan de naam Grand Prix werd toegekend na het winnen van de prijs. Dit bestek werd aanvankelijk enkel geproduceerd in zilver, maar werd na de Tweede Wereldoorlog ook uitgebracht in roestvast staal en is het standaardbestek voor Deense ambassades overal ter wereld. In 1952 verwierf zijn bedrijf de status van hofleverancier voor het Deens Koningshuis. Het werd na zijn dood in 1958 voortgezet door zijn vrouw Erna, die in 1986 overleed. Het werd in 1990 ingelijfd door de Rosendahl Design Group, maar functioneert nog steeds onder de naam Kay Bojesen. Wel zijn de zilver- en speelgoedafdeling opgesplitst in aparte bedrijven.     
Naast zijn werk als ontwerper was Bojesen ook werkzaam als auteur voor diverse kunsttijdschriften. Hij was verbonden aan de Nationale Vereniging van Deense Ambachten.

## Onderscheiding
In 1955 werd Bojesen benoemd tot Ridder in de Orde van de Dannebrog, de Deense onderscheiding voor kunstenaars en wetenschappers.